# 국제 표준 음악 작품 코드
국제 표준 음악 작품 코드(International Standard Musical Work Code, ISWC)는 도서의 국제표준도서번호(ISBN)과 유사하게 음악 작품의 고유 식별자이다. 국제표준인 ISO 15707로 채택되었다. 이 표준을 담당하는 ISO 분과위원회는 TC 46/SC 9이다.

## 형식
각 코드는 세 부분으로 구성된다.
1. 접두사(prefix) 요소(1자)
2. 작품 식별자(9자리)
3. 체크 디지트(1자리)

현재 정의된 유일한 접두사는 음악 작품을 나타내는 "T"이다. 그러나 향후 사용 가능한 식별자 범위를 확장하거나 시스템을 추가 유형의 저작물로 확장하기 위해 추가 접두사가 정의될 수 있다.

## 이용
ISWC를 등록하려면 다음과 같은 최소한의 정보를 제공해야 한다.
- 제목
- 모든 작곡가, 편곡자, 작가의 이름, 작품에서의 역할(역할 코드로 식별) 및 CAE/IPI 번호
- 작품 분류 코드(CIS)
- 다른 작품의 파생물임을 식별

참고: ISWC는 녹음이 아닌 저작물을 식별한다. ISRC를 사용하여 녹음물을 식별할 수 있다. 또한 개별 출판물을 식별하지도 않는다(예: 실제 매체에 녹음된 문제, 악보, 특정 주파수/변조/시간/위치에서 방송되는 문제...)
그 주요 목적은 집단 관리에 있으며, 법적 계약에서 저작물을 명확하게 식별하는 것이다. 도서관 목록 작성에도 유용할 것이다.
음악 작품에는 여러 명의 작가가 있을 수 있다는 사실로 인해 드물게 중복된 ISWC가 존재할 수 있으며 즉시 감지되지 않을 수도 있다. 집중 관리 단체 간의 기존 비즈니스 관행으로 인해 단순히 ISWC를 쓸모없다고 선언하는 것은 불가능하다. 이러한 경우, 시스템은 식별되는 즉시 해당 등록 기록을 ISWC 데이터베이스 및 관련 제품에 연결하여 중복 등록을 처리한다.

## 같이 보기
- 국제표준음악번호